# Kobilje (Slovénie)
Kobilje (Kebeleszentmárton en hongrois) est une commune du nord-est de la Slovénie située à la frontière de la Hongrie.

## Géographie
La commune est localisée dans la région du Prekmurje non loin de la Hongrie sur la plaine de Pannonie qui appartient au bassin hydrographique du Danube. La commune est localisée à proximité de la commune de Dobrovnik et du « parc régional de Goričko » qui s’étend sur 462 km2.

### Villages
La commune n’est composée que du village de Kobilje ce qui fait de la commune une des seules communes de Slovénie à n’être constituée que d’une localité.

## Démographie
Entre 1999 et 2021, la population de la commune de Kobilje a un peu diminué pour descendre sous les 600 habitants,.
Évolution démographique
| 1999 | 2000 | 2001 | 2002 | 2003 | 2004 | 2005 | 2006 | 2007 |
| ---- | ---- | ---- | ---- | ---- | ---- | ---- | ---- | ---- |
| 631  | 625  | 620  | 634  | 633  | 632  | 631  | 639  | 627  |
| 2008 | 2009 | 2010 | 2011 | 2012 | 2013 | 2014 | 2015 | 2016 |
| 624  | 612  | 608  | 618  | 621  | 590  | 586  | 591  | 574  |
| 2017 | 2018 | 2019 | 2020 | 2021 |      |      |      |      |
| 560  | 559  | 542  | 542  | 540  |      |      |      |      |